# Lancefield

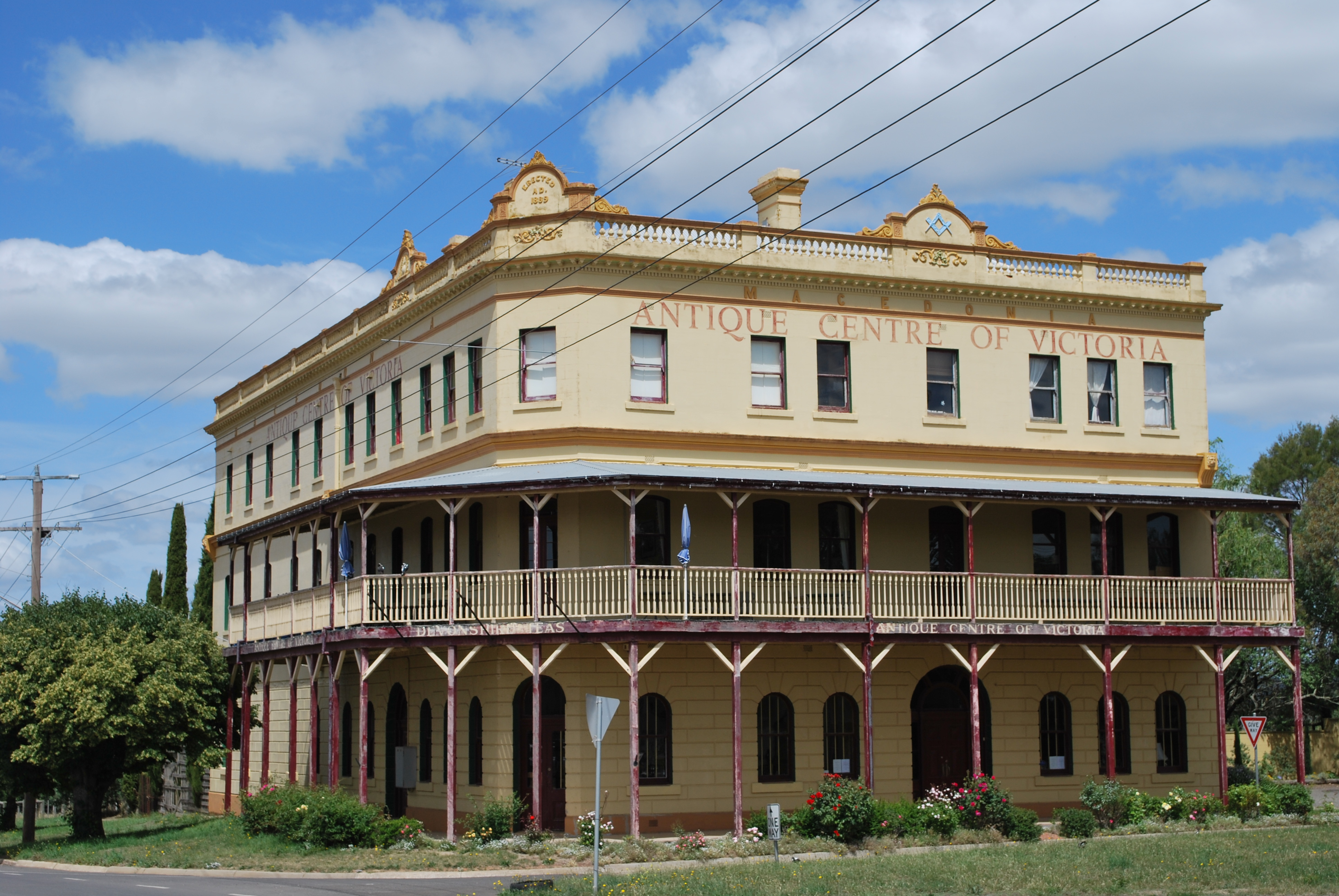
Das Antikzentrum, ein restauriertes Hostel.

Lancefield ist eine Stadt im Shire of Macedon Ranges in Victoria, Australien. Der Ort liegt 92 km nördlich von Melbourne mit einer Bevölkerung von 1.462 Menschen im Jahr 2016.

## Geschichte
In dem Gebiet der Stadt lebten die Aborigines der Wurundjeri, wo sich der für sie bedeutende Mount William Stone Hatchet Quarry befand, ein Steinbruch, in dem die indigene Bevölkerung Steinmaterial gewann und daraus Steinbeile formte, bis die Briten ab dem Jahr 1837 in diesem Gebiet siedelten. Der Steinbruch, der etwa 1.500 Jahre lang genutzt wurde, liegt im Nordosten von Lancefield.
Das Lancefield Post Office wurde am 16. Januar 1858 im Gebiet von Romsey/Five Mile Creek 6 km von der Stadt entfernt, - im Süden gelegen - eröffnet. Als 1860 am Five Mile Creek die Post eröffnete war, war diese die ursprüngliche Stadt.
Das hochgelegene Lancefield und das Klima machte den Ort zu einem beliebten Ort der Sommerfrische in den 1880er Jahren. In den späteren Jahren entstanden zahlreiche Winzereien in diesem Gebiet.
Die Stadt ist geschichtlich mit Ned Kelly verbunden, denn es war dort, als Constable Fitzpatrick als Rädelsführer des Ausbruchs von Kelly im Jahr 1878 erfolgreich war. Dieses Vergehen fand die Polizei von Victoria heraus und setzte ihn ab.
Das Gebiet von Lancefield ist bekannt für seine fruchtbarsten Böden in Victoria. Ursprünglich war das Gebiet in kleine Felder eingeteilt. In den 1970er Jahren erwirtschaftete diese Region den höchsten Ertrag je Acre Kartoffeln, Gewichtszuwachs von Lämmern und Rindern, Weizen und weiterer Getreidesorten.
Eine große Fossillagerstätte aus dem Pleistozän wurde im Sumpf von Lancefield entdeckt, in dem zahlreiche seltene Fossilien der australischen Megafauna, einschließlich des großen Macropus, ein Riesenkänguru; Diprotodon, ein rhinozerosgroßes Wombat und Genyornis, ein riesiger fliegender Vogel, gefunden wurden.
Es gibt einen Lancefield Football Club, der in der Riddell District Football League spielt.
Ein Golfkurs des Lancefield Golf Club befindet sich an der ‘’Heddle Road’’.

## Burke und Wills
Hauptartikel: → Expedition von Burke und Wills
Die Expedition von der Entdecker Robert O’Hara Burke und William John Wills kampierte bei Lancefield auf ihrer Expedition durch Australien von Melbourne zum Golf von Carpentaria. Sie kamen am 23. August 1860 an und bauten dort ihr viertes Camp nach ihrem Verlassen von Melbourne auf.
Eine Markierung in Lancefield befindet sich an der Mustey's Bridge am Deep Creek, das an den Ort des Camps erinnert.
Eine Straße von ihrem Weg in Richtung Norden nach Mia Mia, der Burke and Wills Track, erinnert an sie.

## Eisenbahn

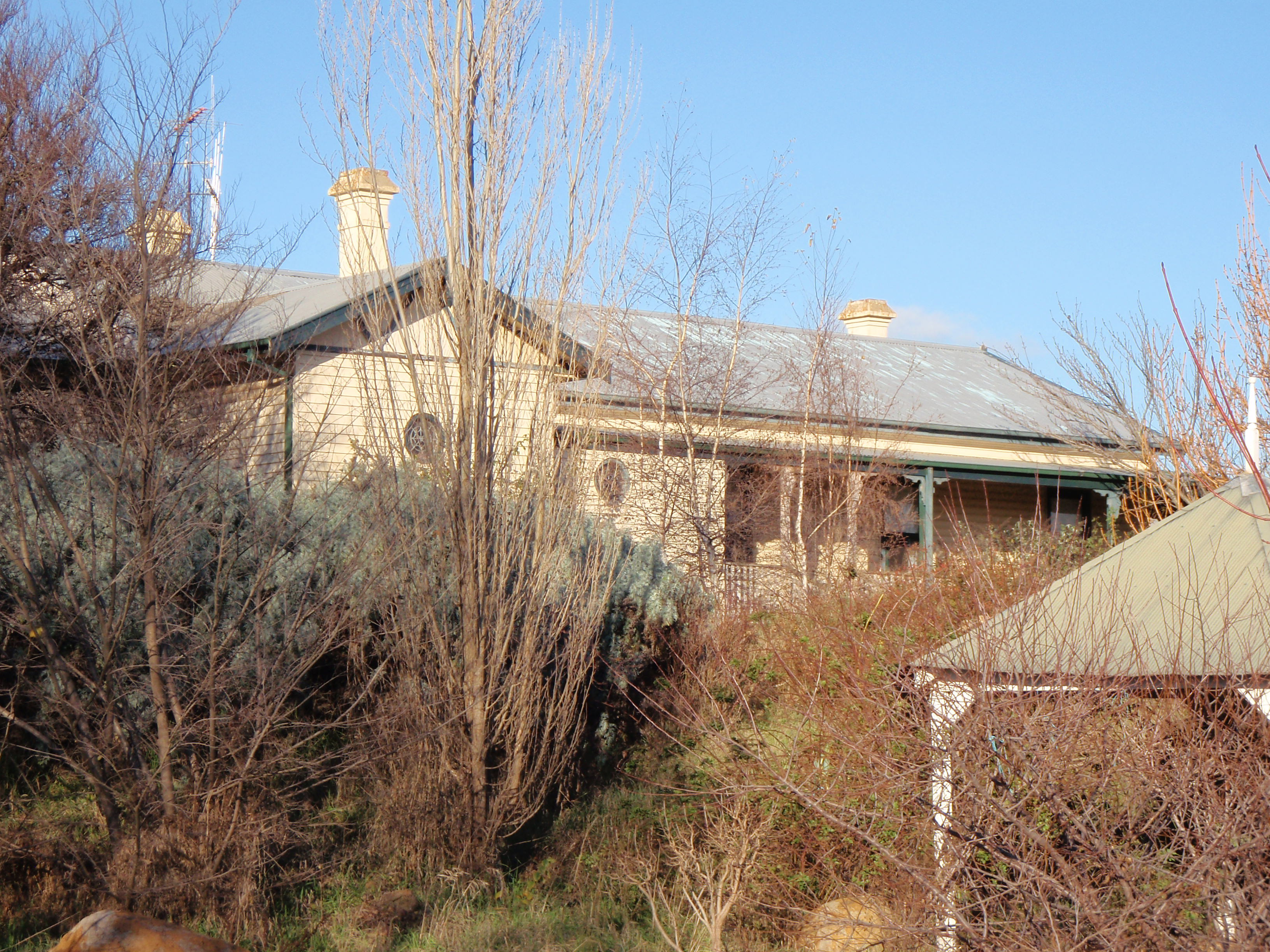
Die frühere Lancefield-Eisenbahnstation

Eine Eisenbahnlinie von Melbourne bis Bendigo zweigte nach Clarkefield (bekannt als Lancefield Junction) ab, die so früh wie Lancefield am 6. Juni 1881 eröffnet wurde. Dieser Streckenabschnitt wurde am 13. August 1956 geschlossen.
Bis zum 6. April 1892 erstreckte sich die Linie von Lancefield bis nach Kilmore. Jedoch war diesem Streckenabschnitt ebenso wenig Erfolg beschieden, sodass er am 1. Juni 1897 geschlossen wurde.

## Bekannte Personen

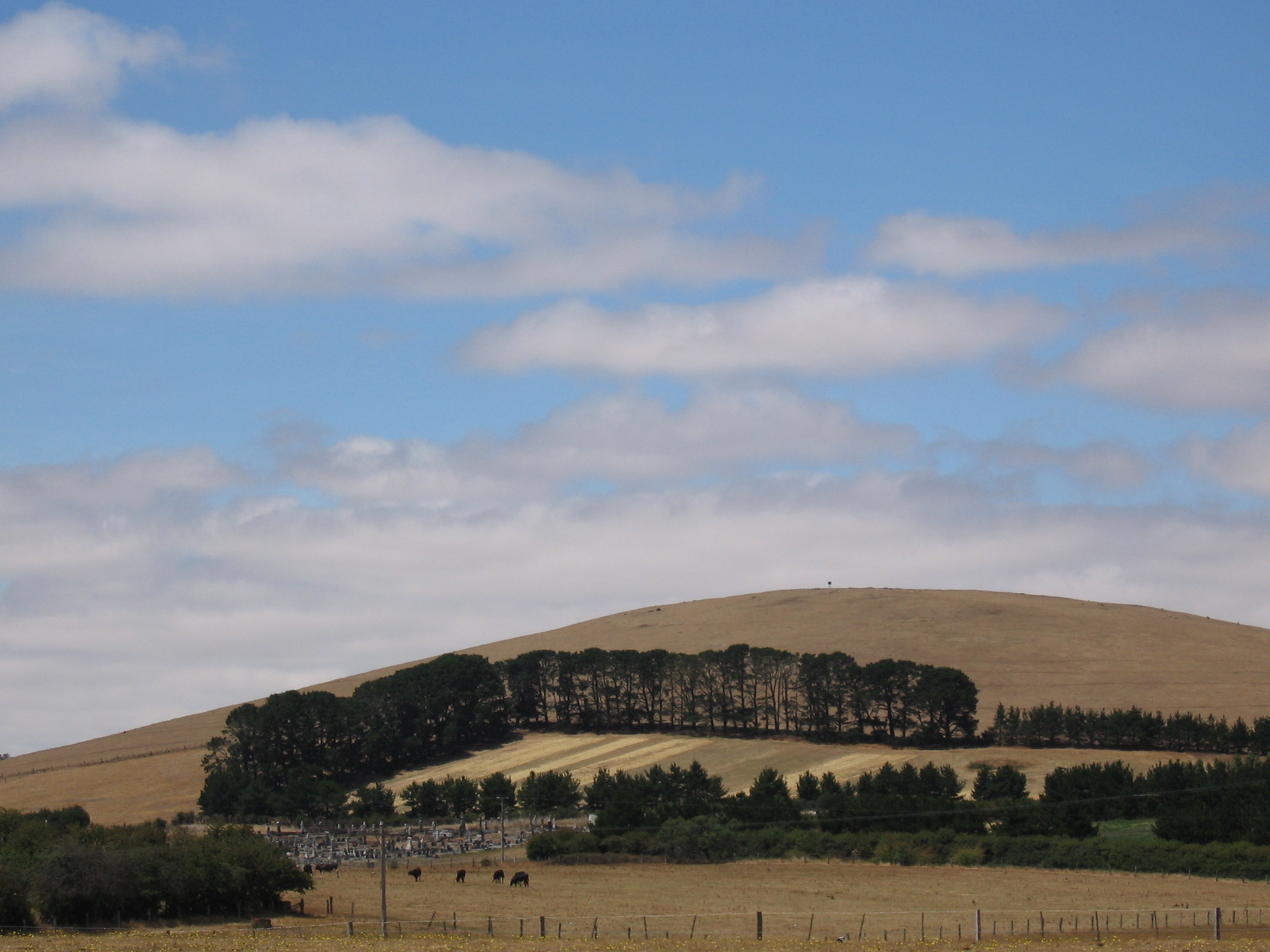
Farmland im Süden von Lancefield: Der örtliche Friedhof ist links zu erkennen

John Allan war der 29ste Premierminister von Victoria, der in Lancefield im Jahr 1866 geboren wurde.

### Breaker Morant und Bushveldt Carbineers
In Lancefield lebte Georg Witton nach seiner Entlassung aus dem Gefängnis in Großbritannien ab dem Jahr 1904. Witton war ein Mitglied der Bushveldt Carbineers, der mit Breaker Morant und Peter Handcock verhaftet wurde, weil sie kriegsgefangene Buren im Burenkrieg hingerichtet hatten. Morant und Handcock wurden als schuldig verurteilt und in Pretoria am 27. Februar 1902 erschossen. Witton wurde des Mordes schuldig gesprochen und zum Tode verurteilt, allerdings wurde er nach 28 Monaten aus der Haft entlassen, weil der öffentliche Druck aus Australien seine Freilassung erzwang. Anschließend kam er nach Lancefield in gebrochener Gesundheit und schrieb dort sein zorniges Buch Scapegoats of the Empire in 1907. In der Einleitung seines Buches schrieb er, dass er beabsichtigte in Lancefield zu leben. Seine Publikationen wurde durch ein Feuer, bis auf wenige Exemplare, zerstört. 1982 legte der Verlag Angus and Robertson das Buch erneut auf und nach dem Erfolg dieses Buches wurde der Film Breaker Morant von Bruce Beresford gedreht.